# ボーイング929
| 【艇走時】船体が海面に接している艇走状態（東海汽船 セブンアイランド夢） |  | 【翼走時】速度を上げ、船体が海面から浮上し、翼だけで航行する翼走状態（TurboJET 鉄星） |
| 【艇走時】船体が海面に接している艇走状態（東海汽船 セブンアイランド夢） |  | 【翼走時】速度を上げ、船体が海面から浮上し、翼だけで航行する翼走状態（TurboJET 鉄星） |

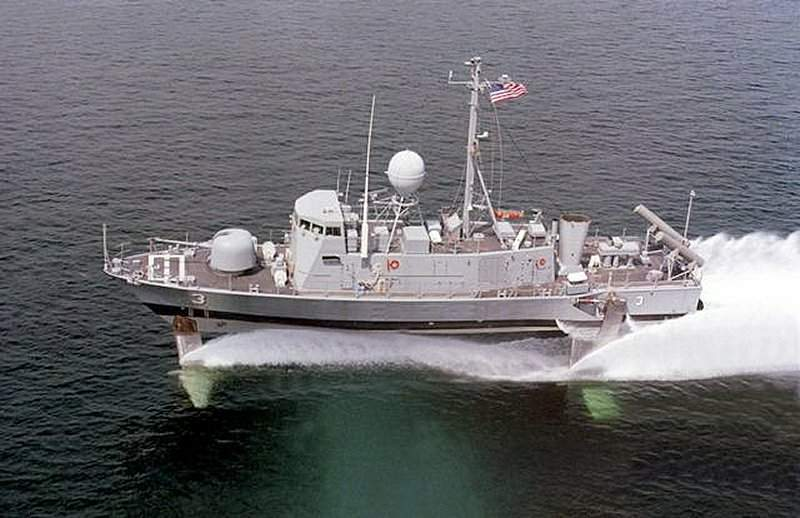
軍用929（米海軍のペガサス級ミサイル艇の三番艇トーラスPHM-3）

ボーイング929ジェットフォイル（Boeing 929 Jetfoil）は、ボーイング社が設計製造した旅客用の水中翼船の名称である。
当初は軍事用船舶として開発された。1974年に旅客用が開発され、1977年に日本でこの旅客用が初導入された。日本国内ではジェットフォイル (Jetfoil) という愛称を持つ。
「ジェット」は本船がジェットエンジンとウォータージェット推進機によって駆動されることからきており、「フォイル」とは、「鋭い薄い翼」を表わす英語に由来する。
ボーイング社の設計製造であるが、現在はライセンスを引き継いだ川崎重工業の登録商標となっており、現在は「川崎ジェットフォイル929-117型」として、製造・販売を行なっている。

## 構造
水中翼船としては全没翼型に属し、翼が全て水中にある。ガスタービンを動力としたウォータージェット推進である。
停止時および低速では通常の船と同様、船体の浮力で浮いて航行し、「艇走」と呼ばれる。速度が上がると水中翼に揚力が発生し、しだいに船体が浮上し「離水」、最終的には水中翼だけで航行する「翼走」という状態になる。
船体の安定は、自動姿勢制御装置（ACS、Automatic Control System）により制御された水中翼の動翼により行われる。進行方向を変える場合も動翼を使うため、航空機さながらに船体を内側に傾けながら旋回する。
翼走状態では水面の波の影響を受けにくく、かつ高速でも半没翼式水中翼船に比べ船体動揺が少なく乗り心地がよい。
水中翼は前後ともに跳ね上げ式になっており、停泊・低速航海時の吃水を抑えることができる。また、半没翼型と異なり、船体左右への翼の張り出しもないため、最低限の防舷材等を除いて、特別な港湾設備なしに港に着岸することができる。
また水中翼にはショックアブソーバーが付いており、材木など多少の海上障害物、浮遊物への衝突に耐えることができる。
翼走航海中の船体姿勢制御はACSと油圧アクチュエータに依存するので、推進用のガスタービンと併せて、航空機なみのメンテナンスが必要である。
燃油は軽油を使用する。

## 歴史
航空機メーカーであるボーイングがその技術を水上に対して適用する研究を始めたのは1962年頃で、当初は軍事目的であった。1967年にパトロール用の小型艇トゥーカムカリが実用化された。
これがベトナム戦争で有用であったため、その後NATOの依頼によりミサイル艇（後のペガサス級ミサイル艇）が開発された。
1974年に、その軍事用船舶を基にして旅客用が開発された。ボーイング社は、航空機には700番台の番号を、船舶には900番台を使用していたため、型番は929-100型となり、ジェットフォイルの名前もこのとき付けられた。ボーイングとしては初期型929-100型を10隻、前方フォイル及び乗船口付近の改良を施した929-115/117型を13隻、軍用の929-320、929-119、929-120型5隻の合計28隻を製造した。1977年に、日本に初導入された佐渡汽船のジェットフォイル「おけさ」も、このボーイング製（100型）だった。
その後、ライセンスを川崎重工業に提供し、1989年に日本製1号艇が就航した。現在は川崎重工業（神戸工場）に全面的に移管されており同社で製造されている。川崎重工業では1989年から1995年までに15隻が製造された。ボーイング、川崎重工業の両社で旅客型として製造されたジェットフォイル（軍用-320型からの改造1隻含む）は29隻にのぼる。
1995年以降、新規造船はなかったが2020年に25年ぶりに新造船が竣工した。東海汽船の「セブンアイランド結」である。（川崎重工業製16番船)
また同じくボーイングのライセンスを基にイタリアのフィンカンティエーリ社が建造して1983年に就役したイタリア海軍のスパルヴィエロ級ミサイル艇は海上自衛隊の目を引き、住友重機械工業がライセンスを受けて1993年-1995年に1号型ミサイル艇を3隻建造している。　（2010年までに退役）
日本でのジェットフォイル初就航は1977年5月で、カーフェリーのみだった佐渡汽船の新潟港 - 佐渡両津港間の定期航路に「おけさ」(100型）の名称で投入された。自社で整備・メンテナンスを行うため、佐渡汽船の整備担当者はボーイングで長期研修を受けてメンテナンスのノウハウを学んだ。現在も、佐渡汽船は国内運航会社で唯一ジェットフォイル専用ドックを保有し、定期メンテナンスから事故修繕まで全ての整備を自社で行っている。
その後、川崎重工業がジェットフォイルのライセンスをボーイングから得た際には、佐渡汽船からもメンテナンス・ノウハウの提供を受けている。また、新潟-佐渡航路の運航開始当初、新潟港が信濃川の河口部にあるため、水と共にごみなどの異物・浮遊物を吸入して運航不能となるトラブルが頻発したことから、ボーイングは急遽社内に対策チームを設け、吸入口に特殊な構造のグリル(通称『ニイガタグリル』)を設置する対策を講じた。これが奏功して異物吸入のトラブルは減少し、その後製造されたジェットフォイルの設計にも反映された。
| 製造             | 形式      | No. | 引き渡し           | 船名                       | 運航者                       | 運航期間                  | 引退        | 備考 |
| ---------------- | --------- | --- | ------------------ | -------------------------- | ---------------------------- | ------------------------- | ----------- | --- |
| ボーイング       | 929-100   | 1   | 1974年7月          | Jetfoil One                | Boeing Marine Systems        | 1989年4月～               | 係船中      | 廃船しようとしていたが保育団体に阻止された。マカオ海事博物館に静態保存にするか検討中                               |
| ボーイング       | 929-100   | 1   | 1974年7月          | Kalakaua                   | Seaflite Pacific Sea Trsp.   | 1975年～1978年2月         | 係船中      | 廃船しようとしていたが保育団体に阻止された。マカオ海事博物館に静態保存にするか検討中                               |
| ボーイング       | 929-100   | 1   | 1974年7月          | 水星（Flores）             | 噴射飛航                     | 1978年～                  | 係船中      | 廃船しようとしていたが保育団体に阻止された。マカオ海事博物館に静態保存にするか検討中                               |
| ボーイング       | 929-100   | 2   | 1975年2月          | 木星（Madeira）            | 噴射飛航                     |                           | 2013年      | |
| ボーイング       | 929-100   | 3   | 1975年3月          | Kamehameha                 | Seaflite Pacific Sea Trsp.   | 1975年～1978年2月         | 不明        | |
| ボーイング       | 929-100   | 3   | 1975年3月          | 火星（Corvo）              | 噴射飛航                     | 1978年～2006年            | 不明        | |
| ボーイング       | 929-100   | 3   | 1975年3月          | HIJET                      | 未来高速                     |                           | 不明        | |
| ボーイング       | 929-100   | 4   | 1975年9月          | Kuhio                      | Seaflite Pacific Sea Trsp.   | 1975年～1978年2月         | 2018年      | 2021年5月に廃船 |
| ボーイング       | 929-100   | 4   | 1975年9月          | 土星（Pico）               | 噴射飛航                     | 1978年～2018年2月7日      | 2018年      | 2021年5月に廃船 |
| ボーイング       | 929-100   | 5   | 1975年6月          | 金星（Santa Maria）        | 噴射飛航                     | 1975年～2019年8月14日     | 2019年      | 2021年3月に廃船 |
| ボーイング       | 929-100   | 6   | 1976年10月         | Anita Dan                  | J.Lauritzen Seaflight        |                           | 2021年9月   | 2025年5月8日に廃船。 これにより929-100形式は事実上に消滅。                                                         |
| ボーイング       | 929-100   | 6   | 1976年10月         | Jet Caribe                 | Turismo Margarita            | 1977年～                  | 2021年9月   | 2025年5月8日に廃船。 これにより929-100形式は事実上に消滅。                                                         |
| ボーイング       | 929-100   | 6   | 1976年10月         | 銀星（São Jorge）          | 噴射飛航                     | 1979年～2020年2月         | 2021年9月   | 2025年5月8日に廃船。 これにより929-100形式は事実上に消滅。                                                         |
| ボーイング       | 929-100   | 7   | 1976年9月          | Flying Princess            | P&O Jet Ferries              |                           | 2018年      | 2021年4月に廃船 |
| ボーイング       | 929-100   | 7   | 1976年9月          | Princesa Voladora          | Trasmediterranea             | 1979年～                  | 2018年      | 2021年4月に廃船 |
| ボーイング       | 929-100   | 7   | 1976年9月          | 鐵星（Urzela）             | 噴射飛航                     | 1980年～2018年12月21日    | 2018年      | 2021年4月に廃船 |
| ボーイング       | 929-100   | 8   | 1977年2月          | Jet Oriente →Jet Caribe II | Turismo Margarita            |                           | 2015年      | |
| ボーイング       | 929-100   | 8   | 1977年2月          | 恆星（Acores）             | 噴射飛航                     | 1979年～2003年            | 2015年      | |
| ボーイング       | 929-100   | 8   | 1977年2月          | コビーII →コビーIII        | 未来高速                     |                           | 2015年      | |
| ボーイング       | 929-100   | 9   | 1977年2月          | おけさ                     | 佐渡汽船                     | 1977年5月～1991年4月      | 2018年      | 2021年4月に廃船 |
| ボーイング       | 929-100   | 9   | 1977年2月          | 東星（Guia）               | 噴射飛航                     | 1991年～2018年7月10日     | 2018年      | 2021年4月に廃船 |
| ボーイング       | 929-100   | 10  | 1978年7月          | Flying Princess II         | P&O Jet Ferries              |                           | 係船中      | |
| ボーイング       | 929-100   | 10  | 1978年7月          | 銅星（Ponte Delgada）      | 噴射飛航                     | 1977年～2003年            | 係船中      | |
| ボーイング       | 929-100   | 10  | 1978年7月          | コビーV                    | 未来高速                     |                           | 係船中      | |
| ボーイング       | 929-115   | 11  | 1979年             | みかど                     | 佐渡汽船                     | 1979年4月～2003年10月31日 | 運航中      | |
| ボーイング       | 929-115   | 11  | 1979年             | トッピー4 →トッピー7       | 鹿児島商船 →種子屋久高速船   |                           | 運航中      | |
| ボーイング       | 929-115   | 12  | 1979年2月          | Normandy Princess          | Jetlink Ferries Ltd.         |                           | 運航中      | 2024年11月より復航                                                                                                 |
| ボーイング       | 929-115   | 12  | 1979年2月          | 錫星（Terceira）           | 噴射飛航                     | 1980年～                  | 運航中      | 2024年11月より復航                                                                                                 |
| ボーイング       | 929-115   | 13  | 1979年9月          | Jet Ferry One              | P&O Jet Ferries              |                           | 運航中      | 新型コロナウイルスの影響で運行停止中。 銀星（São Jorge）の解体場所に置かれているため、次に廃船する船体と思われる。 |
| ボーイング       | 929-115   | 13  | 1979年9月          | 天皇星（Funchal）          | 噴射飛航                     | 1982年～                  | 運航中      | 新型コロナウイルスの影響で運行停止中。 銀星（São Jorge）の解体場所に置かれているため、次に廃船する船体と思われる。 |
| ボーイング       | 929-115   | 14  | 1979年7月          | HMS Speedy                 | イギリス海軍                 | 1981年～1982年            | 係船中→引退 | 2021年7月に廃船 |
| ボーイング       | 929-115   | 14  | 1979年7月          | Speedy Princess            |                              | 1982年～1986年            | 係船中→引退 | 2021年7月に廃船 |
| ボーイング       | 929-115   | 14  | 1979年7月          | 帝皇星（Lilau）            | 噴射飛航                     | 1987年10月19日～2019年9月 | 係船中→引退 | 2021年7月に廃船 |
| ボーイング       | 929-115   | 15  | 1980年             | Cú Na Mara                 | B&I Line                     | 1980年4月25日～           | 運航中      | |
| ボーイング       | 929-115   | 15  | 1980年             | ぎんが                     | 佐渡汽船                     | 1986年7月～               | 運航中      | |
| ボーイング       | 929-115   | 16  | 1980年4月          | Jet Ferry Two              | P&O Jet Ferries              |                           | 運航中      | 新型コロナウイルスの影響で運行停止中                                                                               |
| ボーイング       | 929-115   | 16  | 1980年4月          | 海皇星（Horta）            | 噴射飛航                     | 1982年～                  | 運航中      | 新型コロナウイルスの影響で運行停止中                                                                               |
| ボーイング       | 929-115   | 17  | 1980年10月         | Montevideo Jet             | Alimar S.A.                  |                           | 運航中      | |
| ボーイング       | 929-115   | 17  | 1980年10月         | Aries                      | Boeing Marine Systems        | 1981年～                  | 運航中      | |
| ボーイング       | 929-115   | 17  | 1980年10月         | Spirit Of Friendship       | Island Jetfoil Co.           | 1985年～                  | 運航中      | |
| ボーイング       | 929-115   | 17  | 1980年10月         | ジェット7                  | 関西汽船                     | 1987年4月～2000年10月11日 | 運航中      | |
| ボーイング       | 929-115   | 17  | 1980年10月         | セブンアイランド愛         | 東海汽船                     | 2002年～                  | 運航中      | |
| ボーイング       | 929-115   | 18  | 1981年2月          | Princesa Guyarmina         | Trasmediterranea             |                           | 運航中      | 新型コロナウイルスの影響で運行停止中                                                                               |
| ボーイング       | 929-115   | 18  | 1981年2月          | 幸運星（Cacilhas）         | 噴射飛航                     | 1991年～                  | 運航中      | 新型コロナウイルスの影響で運行停止中                                                                               |
| ボーイング       | 929-115   | 19  | 1981年4月          | Princesse Clementine       | RMT Belgium                  |                           | 2020年      | |
| ボーイング       | 929-115   | 19  | 1981年4月          | Adler Blizzard             | Adler Schiffe GmbH & Co      | 1998年～                  | 2020年      | |
| ボーイング       | 929-115   | 19  | 1981年4月          | Seajet Kara                | SeaJet Bahamas, Ltd.         | 2001年～                  | 2020年      | |
| ボーイング       | 929-115   | 19  | 1981年4月          | セブンアイランド虹         | 東海汽船                     | 2002年～2020年7月12日     | 2020年      | |
| ボーイング       | 929-115   | 20  | 1981年6月          | Princesse Stephanie        | RMT Belgium                  |                           | 係船中      | |
| ボーイング       | 929-115   | 20  | 1981年6月          | Adler Wizzard              | Adler Schiffe GmbH & Co      | 1998年～                  | 係船中      | |
| ボーイング       | 929-115   | 20  | 1981年6月          | Seajet Kristen             | SeaJet Bahamas, Ltd.         | 2001年～                  | 係船中      | |
| ボーイング       | 929-115   | 20  | 1981年6月          | セブンアイランド夢         | 東海汽船                     | 2002年～2014年9月16日     | 係船中      | |
| ボーイング       | 929-115   | 21  | 1981年9月          | Princesa Guacimara         | Trasmediterranea             |                           | 運航中      | 新型コロナウイルスの影響で運行停止中                                                                               |
| ボーイング       | 929-115   | 21  | 1981年9月          | 帝后星（Taipa）            | 噴射飛航                     | 1990年～                  | 運航中      | 新型コロナウイルスの影響で運行停止中                                                                               |
| ボーイング       | 929-115   | 22  | 1981年11月         | Bima Samudera I            | PT Pelni Indonesia           |                           | 2001年      | |
| ボーイング       | 929-115   | 23  | 1984年             | Prince Abdul Aziz II       | 王室ヨット                   |                           | 運航中      | |
| ボーイング       | 929-115   | 23  | 1984年             | ロケット2                  | コスモライン →種子屋久高速船 |                           | 運航中      | |
| ボーイング       | 929-119   | 24  | 1984年             | Bima Samudera II           | インドネシア海軍             |                           |             | |
| ボーイング       | 929-119   | 25  | 1985年             | Bima Samudera III          | インドネシア海軍             |                           |             | |
| ボーイング       | 929-117   | 26  | 1985年             | ジェット8                  | 関西汽船                     | 1987年4月～1996年8月      | 運航中      | |
| ボーイング       | 929-117   | 26  | 1985年             | ジェットライナー           | 日韓高速船                   | 1991年3月～1992年11月     | 運航中      | |
| ボーイング       | 929-117   | 26  | 1985年             | ファルコン                 | 佐渡汽船                     | 1996年8月～1999年11月     | 運航中      | |
| ボーイング       | 929-117   | 26  | 1985年             | ヴィーナス2                | 九州郵船                     | 2000年～                  | 運航中      | |
| ボーイング       | 929-120   | 27  | 建造中止           | Bima Samudera IV           | インドネシア海軍             | －                        | －          | |
| ボーイング       | 929-120   | 28  | 建造中止           | Bima Samudera V            | インドネシア海軍             | －                        | －          | |
| 川崎重工         | 929-117   | 1   | 1989年3月          | つばさ                     | 佐渡汽船                     | 1989年4月～               | 運航中      | |
| 川崎重工         | 929-117   | 2   |                    | トッピー1                  | 鹿児島商船                   |                           | 運航中      | |
| 川崎重工         | 929-117   | 2   | セブンアイランド友 | 東海汽船                   | 2013年4月1日～               |                           | 運航中      | |
| 川崎重工         | 929-117   | 3   | 1989年9月          | ながさき                   | 日本海洋高速                 | 1989年-1991年             | 係船中      | 売却する見込み |
| 川崎重工         | 929-117   | 3   | 1989年9月          | パールウイング             | 海上アクセス                 | 1994年-1995年             | 係船中      | 売却する見込み |
| 川崎重工         | 929-117   | 3   | 1989年9月          | マーリン                   | 沖縄マリンジェット観光       | 1997年-2000年             | 係船中      | 売却する見込み |
| 川崎重工         | 929-117   | 3   | 1989年9月          | ビートル3                  | JR九州高速船                 | 2001年-2022年             | 係船中      | 売却する見込み |
| 川崎重工         | 929-117   | 4   | 1990年3月          | Princess Dacil             | Trasmediterranea             |                           | 運航中      | |
| 川崎重工         | 929-117   | 4   | 1990年3月          | ぺがさす                   | 九州商船                     |                           | 運航中      | |
| 川崎重工         | 929-117   | 5   | 1990年4月          | ながさき                   | JR九州高速船                 |                           | 係船中      | 売却する見込み |
| 川崎重工         | 929-117   | 5   | 1990年4月          | ビートル1                  | JR九州高速船                 | 1990年-2022年             | 係船中      | 売却する見込み |
| 川崎重工         | 929-117   | 6   | 1990年7月          | ビートル                   | JR九州高速船                 |                           | 運航中      | |
| 川崎重工         | 929-117   | 6   | 1990年7月          | ロケット3                  | コスモライン →種子屋久高速船 |                           | 運航中      | |
| 川崎重工         | 929-117   | 7   | 1990年10月         | ゆにこん                   | 東日本フェリー               | 1990年～1996年            | 運航中      | |
| 川崎重工         | 929-117   | 7   | 1990年10月         | ぺがさす2                  | 九州商船                     | 1996年～                  | 運航中      | |
| 川崎重工         | 929-117   | 8   | 1991年2月          | ビートル2                  | JR九州高速船                 | 1991年-2022年             | 係船中      | |
| 川崎重工         | 929-117   | 8   | 1991年2月          | （未定）                   | オーシャンジェット           | 2025年                    | 係船中      | |
| 川崎重工         | 929-117   | 9   | 1991年3月          | ヴィーナス                 | 九州郵船                     |                           | 運航中      | |
| 川崎重工         | 929-117   | 10  | 1991年4月          | すいせい                   | 佐渡汽船                     | 1991年4月～               | 運航中      | |
| 川崎重工         | 929-117   | 11  | 1991年6月          | Princess Teguise           | Trasmediterranea             |                           | 運航中      | |
| 川崎重工         | 929-117   | 11  | 1991年6月          | トッピー5                  | 鹿児島商船 →種子屋久高速船   | 2007年4月16日～           | 運航中      | |
| 川崎重工         | 929-117   | 11  | 1991年6月          | レインボージェット         | 隠岐汽船                     | 2014年3月1日～            | 運航中      | |
| 川崎重工         | 929-117   | 12  | 1992年4月          | トッピー2                  | 鹿児島商船 →種子屋久高速船   |                           | 運航中      | |
| 川崎重工         | 929-117   | 13  | 1995年3月          | トッピー3                  | 鹿児島商船 →種子屋久高速船   |                           | 運航中      | |
| 川崎重工         | 929-117   | 14  | 1994年6月          | クリスタルウイング         | 神戸マリンルート（K-JET）    |                           | 運航中      | |
| 川崎重工         | 929-117   | 14  | 1994年6月          | ビートル5                  | JR九州高速船                 |                           | 運航中      | |
| 川崎重工         | 929-117   | 14  | 1994年6月          | セブンアイランド大漁       | 東海汽船                     |                           | 運航中      | |
| 川崎重工         | 929-117   | 15  | 1994年6月          | エメラルドウイング         | 神戸マリンルート（K-JET）    |                           | 運航中      | |
| 川崎重工         | 929-117   | 15  | 1994年6月          | ロケット1                  | コスモライン →種子屋久高速船 |                           | 運航中      | |
| 川崎重工         | 929-117   | 16  | 2020年7月          | セブンアイランド結         | 東海汽船                     | 2020年7月13日～           | 運航中      | |
| 上海新南船廠公司 | PS-30-101 | 1   | 1994年             | 北星                       | 噴射飛航                     | 1994年～2008年11月        | 2020年      | 12年間係船していたが、2020年9月下旬に廃船された                                                                    |
| 上海新南船廠公司 | PS-30-101 | 2   | 1995年             | 南星                       | 噴射飛航                     | 1995年～2001年            | 係船中      | |
| 上海新南船廠公司 | PS-30-101 | 2   | 1995年             | コビー                     | 未来高速                     | 2001年～                  | 係船中      | |

## 諸元（旅客用・ジェットフォイル）
- 速度: 約45ノット（時速約83km）
- 航続距離: 約450km
- 船体材料: アルミニウム合金
- 全長: 27.4m
- 水線長: 23.93m
- 全幅: 8.53m
- 吃水: 5.40m（艇走状態でストラットを完全に下げた時）
- 吃水: 1.83m（艇走状態でストラットを完全に上げた時）
- 型深さ: 2.59m
- 総トン数: 267トン
- 純トン数: 97-98トン
- 旅客定員: 約260名
- 機関: アリソン501-KF ガスタービン×2基（2767kW×2）
- 推進器: ロックウェルR10-0002-501 ウォータージェット×2基

## 主な定期航路

### 日本国内を結ぶ航路
航路（寄港状況）や船舶運用の詳細は、各社項目などを参照。
- 新潟 - 両津
  - 船名 : ぎんが、つばさ、すいせい
  - 運航会社 : 佐渡汽船
- 東京（竹芝旅客ターミナル） - 久里浜 / 館山 - 伊豆大島 - 利島 - 新島 - 式根島 - 神津島
  - 船名 ：セブンアイランド愛、友、大漁、結
  - 運航会社 : 東海汽船
- 熱海 - 伊東/稲取 - 伊豆大島（元町/岡田）
  - 船名：セブンアイランド愛、友、大漁、結
  - 運航会社 : 東海汽船
- 松江（七類） - 隠岐・島後島（西郷） - 中ノ島（菱浦） - 西ノ島（別府）
  - 船名愛称 ： レインボージェット
  - 運行会社 ： 隠岐汽船
- 博多（博多ふ頭） - 壱岐（郷ノ浦 / 芦辺） - 対馬（厳原） - 対馬（比田勝）
  - 船名 ： ヴィーナス、ヴィーナス2
  - 運航会社 : 九州郵船
- 長崎 - 中通島（奈良尾） - 福江島（福江）
  - 船名 ： ぺがさす、ぺがさす2
  - 運航会社 : 九州商船
- 鹿児島（本港区南埠頭） - 指宿 - 種子島（西之表）・屋久島（宮之浦 / 安房）
  - 船名愛称 ： トッピー、ロケット
  - 運航会社 : 種子屋久高速船

当航路はかつて2社が競合しており、2007年5月時点では鹿児島商船が5隻・コスモラインが3隻、つまり日本での航路の約1/3を運用していたが、2012年4月1日からは両社の合弁による運航となった[1]。トッピーには1996年（平成8年）4月以降、宮崎～種子島～島間(種子島島内)～屋久島～鹿児島航路があったものの、翌年春にはそのうちの島間～屋久島～鹿児島の航路は無くなった。

### 日本と国外を結ぶ航路
- 対馬（比田勝） -  釜山（国際旅客ターミナル）
  - 船名愛称 :コビー（未来高速）
  - 運航会社 : 未来高速

### 日本国外
- 香港（上環） -  マカオ（外港）
  - 船名 : 水星、金星、銀星、鐵星、錫星 、天皇星、帝皇星、海皇星、幸運星、帝后星
  - 運航会社 : 信徳中旅船務管理

同社による高速旅客船網は「TurboJET」（噴射飛航）と呼ばれている。そのうち銀星、錫星 、天皇星、海皇星、幸運星と帝后星はプレミア・ジェットフォイルに改装済。

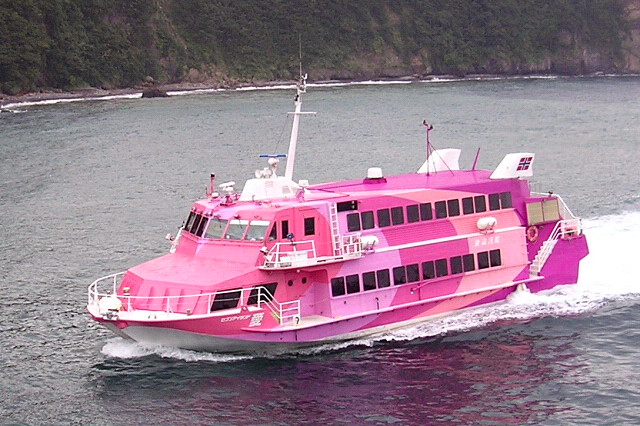
東海汽船「セブンアイランド愛」
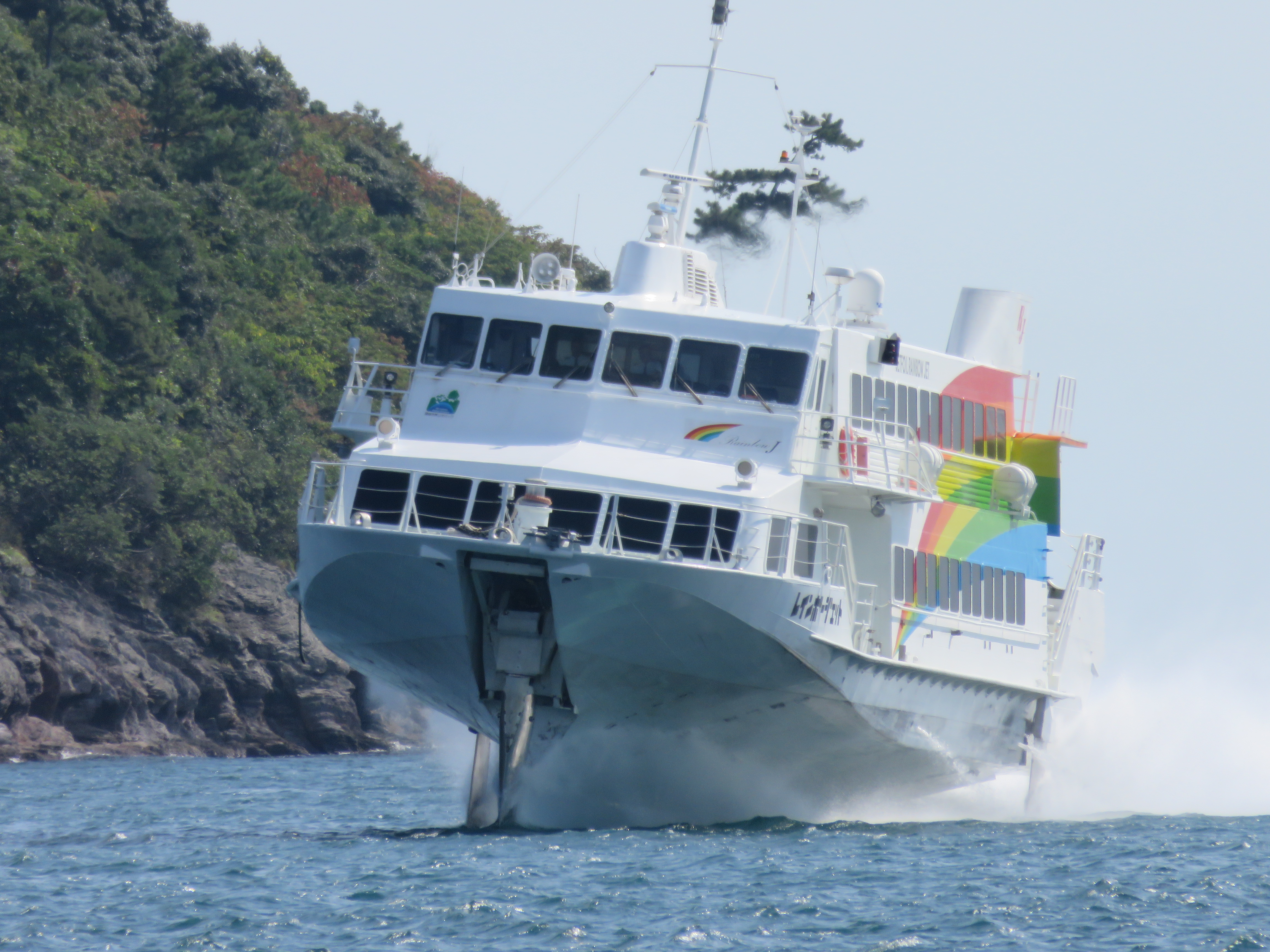
隠岐汽船「レインボージェット」
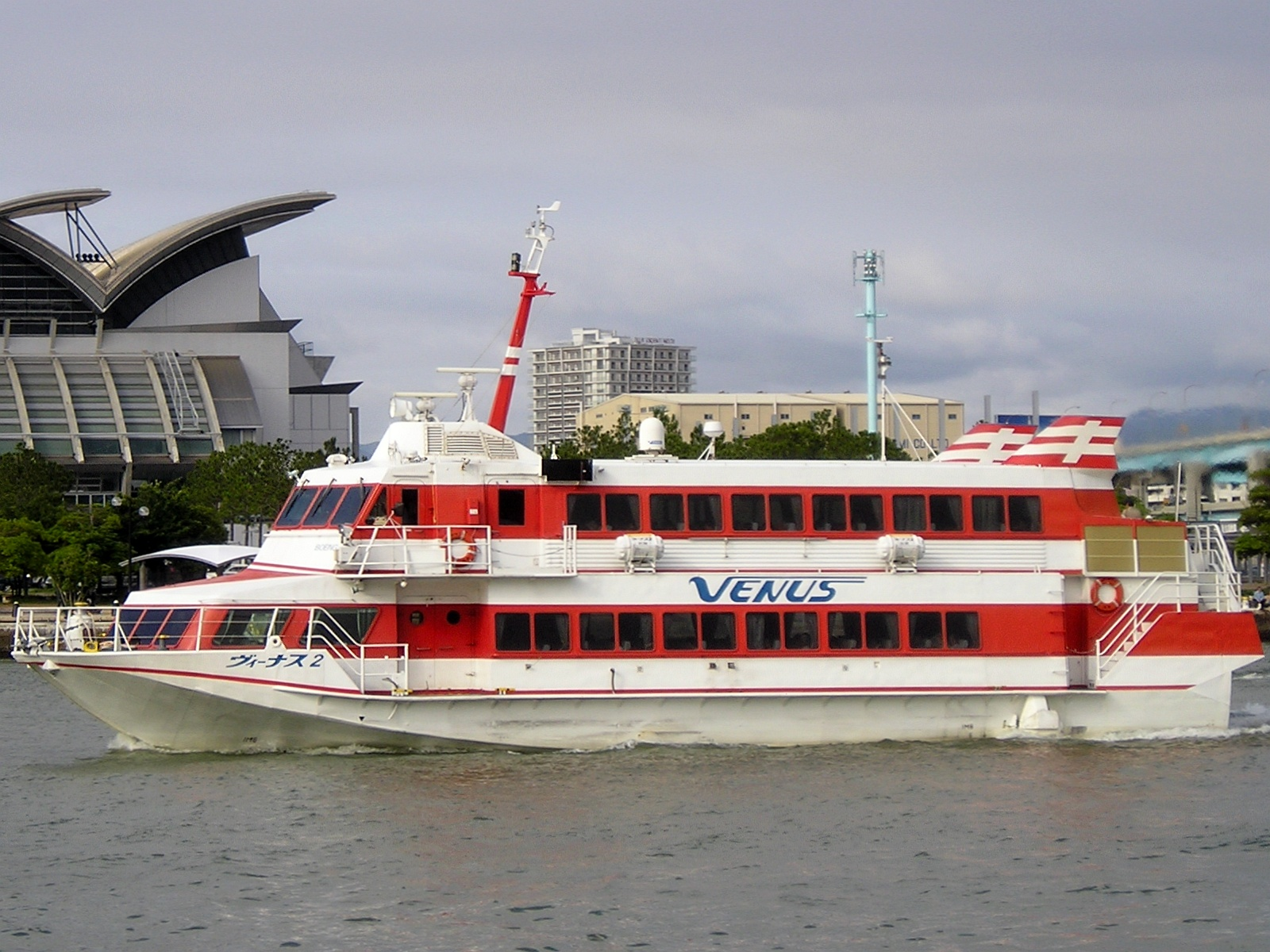
九州郵船「ヴィーナス2」
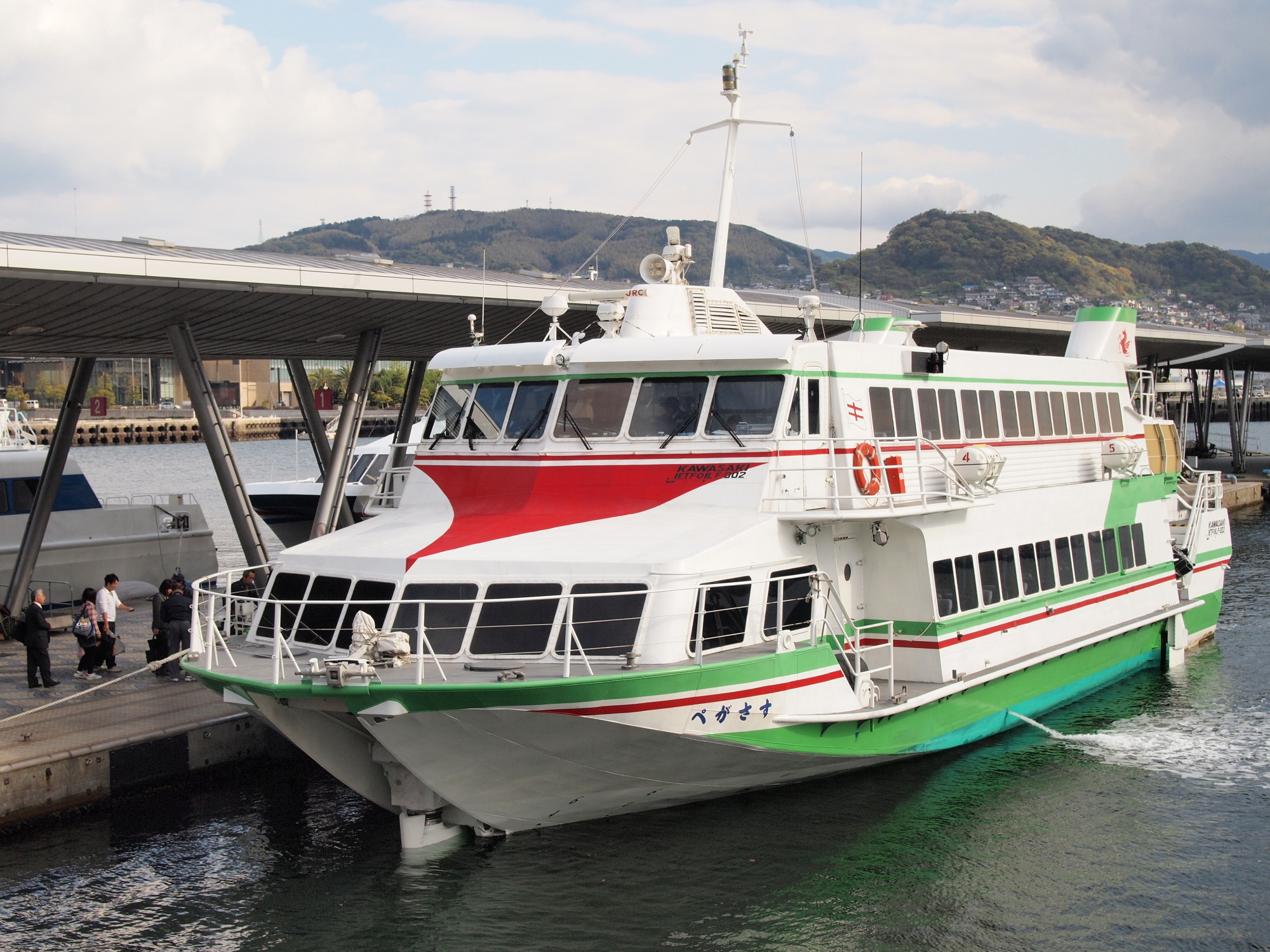
九州商船「ぺがさす」
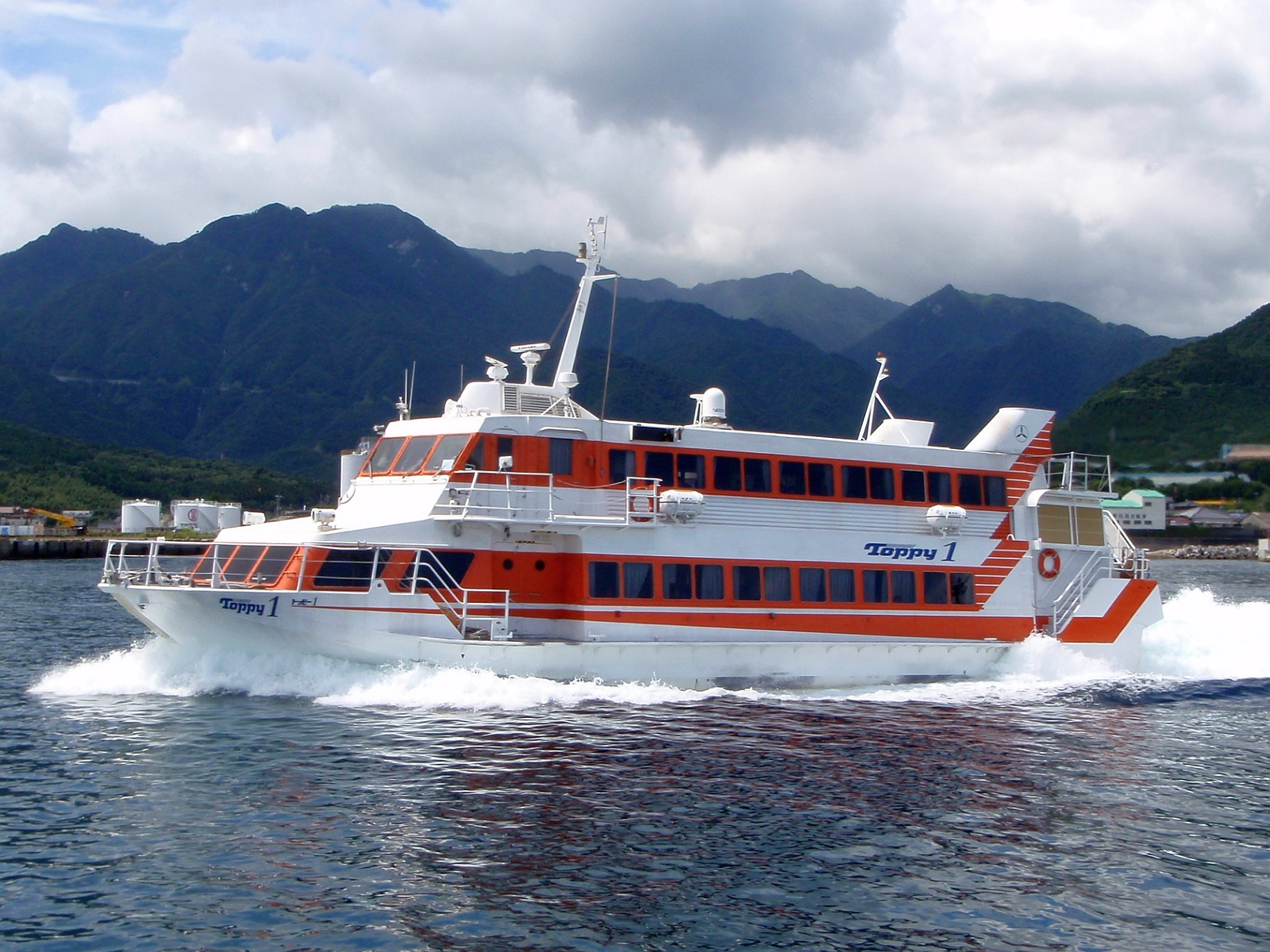
種子屋久高速船「トッピー」
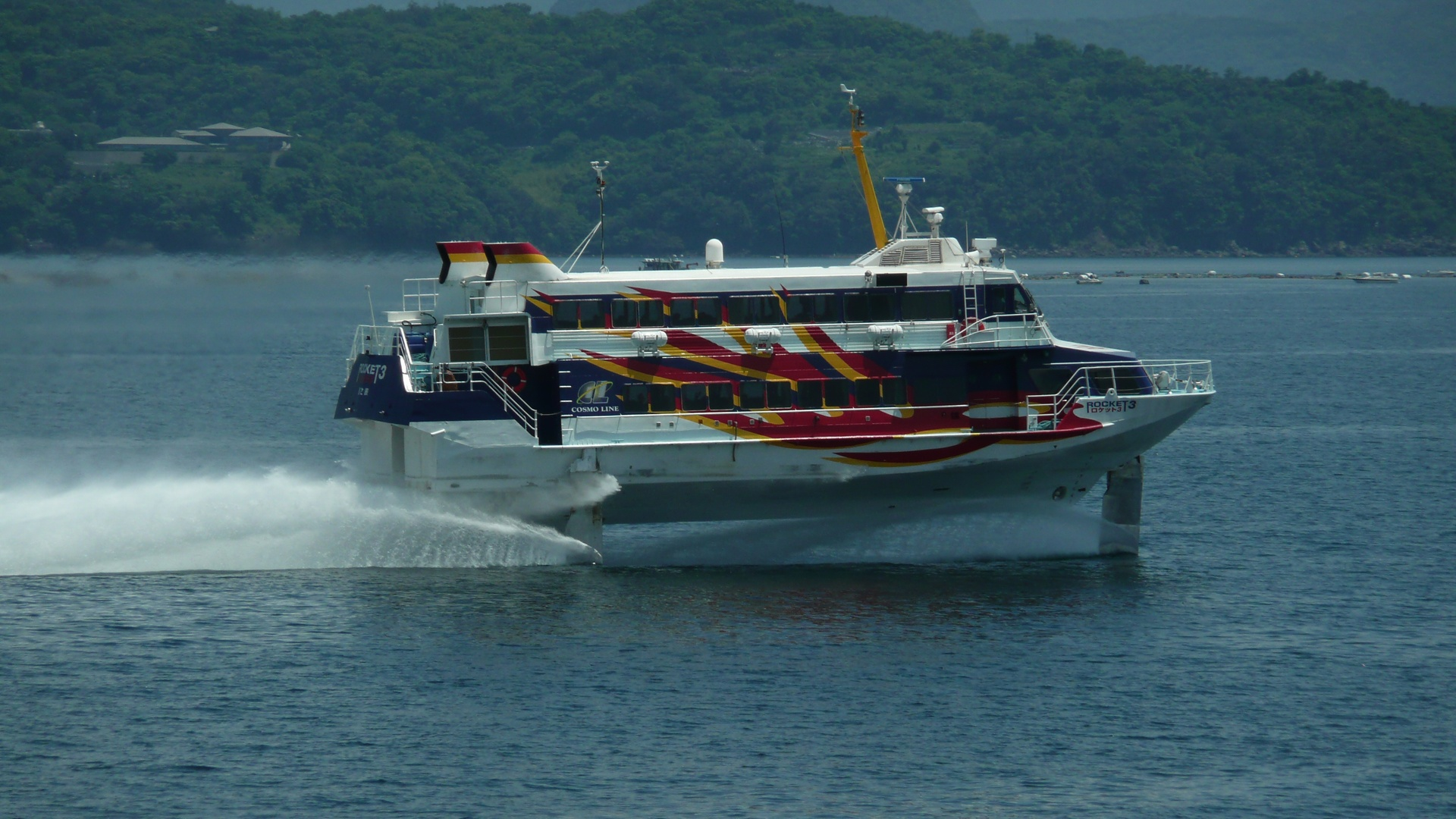
種子屋久高速船「ロケット3」
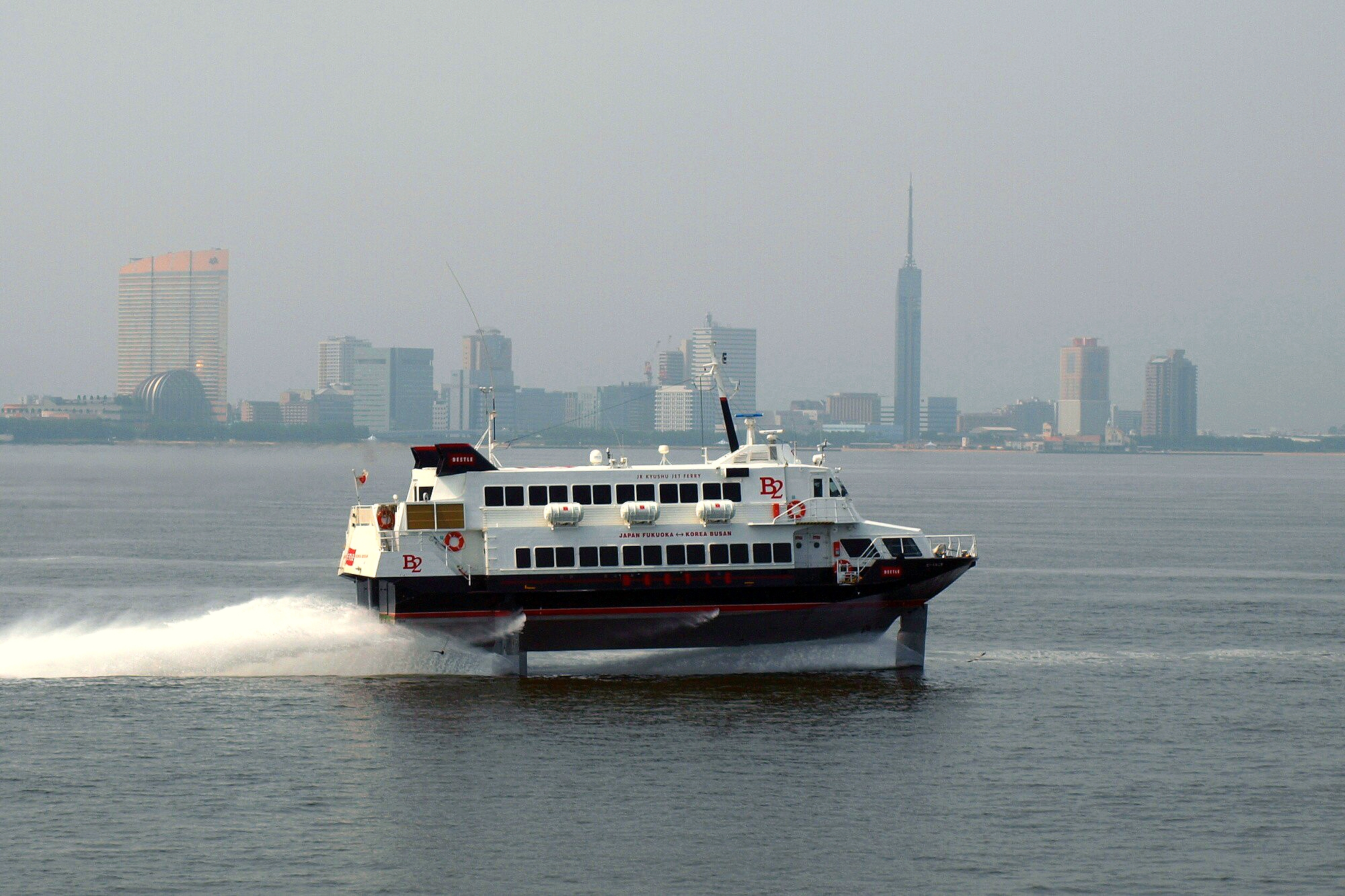
JR九州「ビートル2」
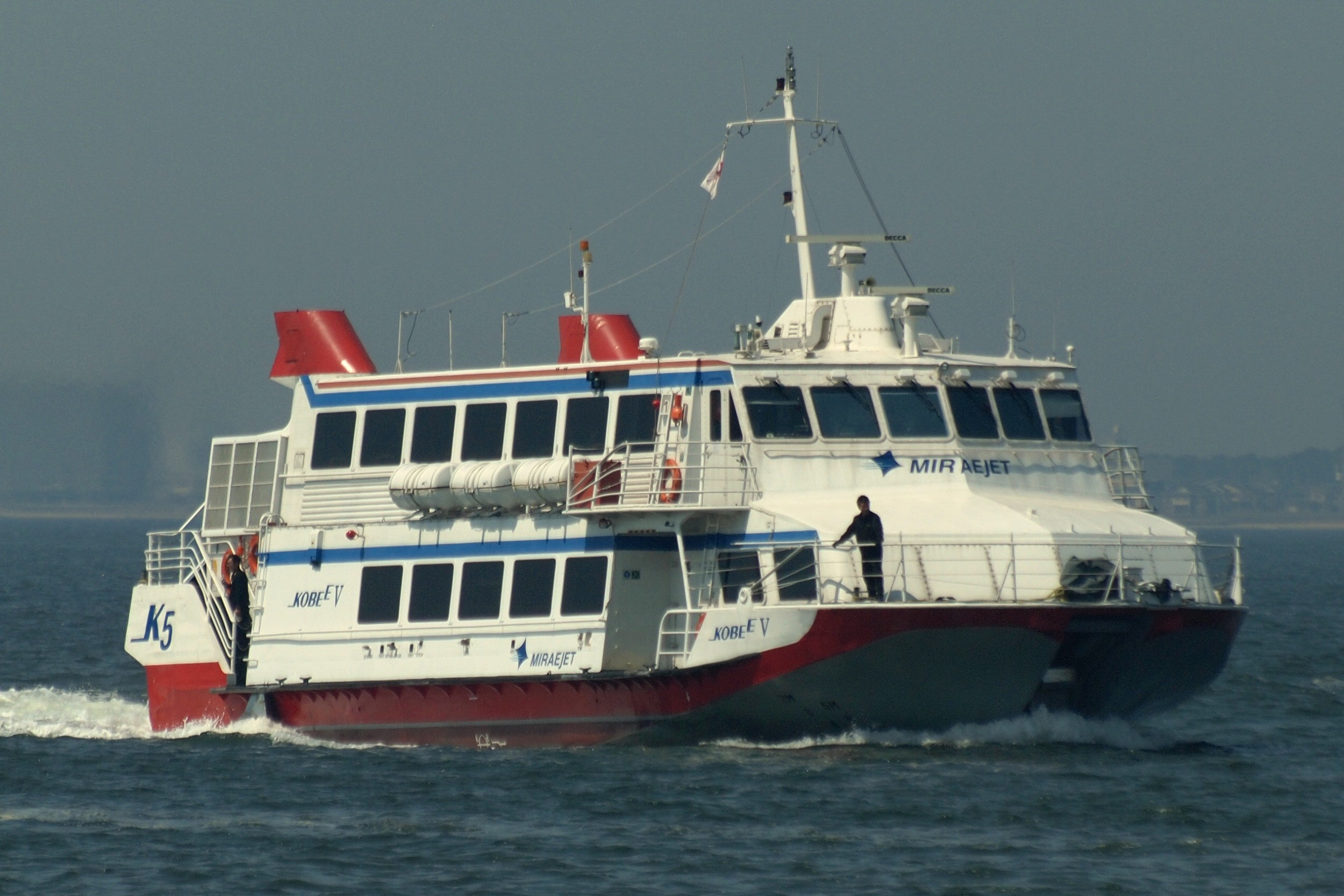
未来高速「コビー5」
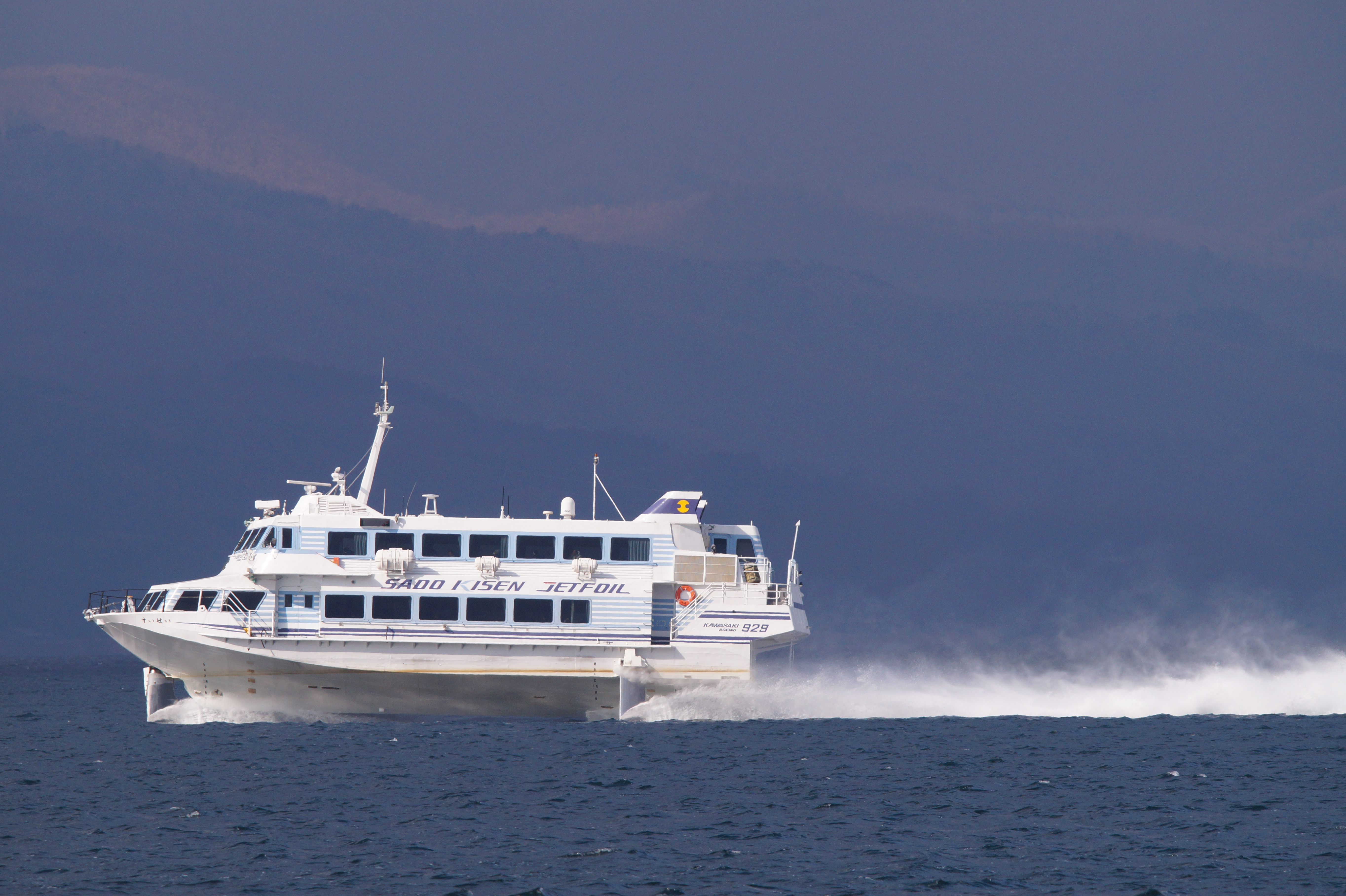
佐渡汽船「すいせい」
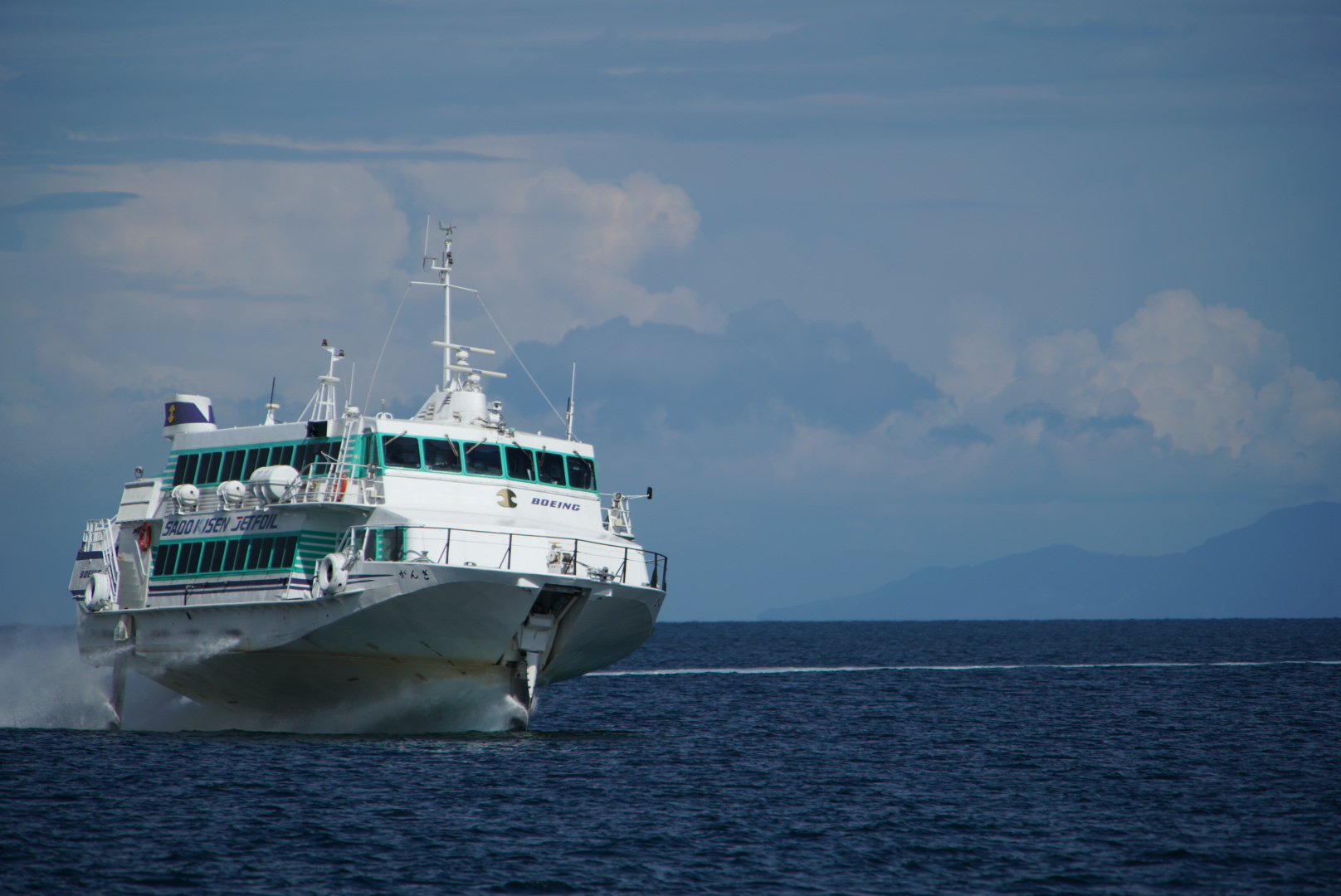
佐渡汽船「ぎんが」

## 事故
翼走中は45ノットの高速航行を行うことから、クジラなどの海洋生物や流木などの海上浮遊物への衝突事故が多発している。水中翼は頑丈ではあるが、衝突により破損すると翼走ができなくなる。エンジンや電気系統などが損傷した場合は航行不能になる事例も発生している。
2002年1月に神戸港-関西国際空港間航路（神戸マリンルート）での復路出発後に船底に穴が開き、沈没寸前に至る事故が発生している。原因は公表されていないが、当時は空港連絡橋が閉鎖されるほどの悪天候であった。この事故が直接の原因ではないが、同航路は慢性的な乗客低迷に伴い同年休止・廃業された（2006年に神戸-関空ベイ・シャトルとして事実上復活しているが、ジェットフォイルではなく高速双胴船で運用されている）。
海上浮遊物への対策がとられているものの、衝突事故が数回起きている。1992年と1995年には新潟-佐渡間航路で、2004年末ごろからは福岡-釜山間航路（対馬海峡）において、いずれもクジラと見られる生物に衝突、前部水中翼が破損して高速航行が不能になる事故が数回発生している。2006年4月9日には、屋久島-鹿児島間航路の佐多岬沖合で流木に衝突、100名以上の重軽傷者を出す事故が起きている。このような事故後は運航会社ではシートベルトを着用するよう乗客に促していた。特に佐多岬沖の事故後は、国土交通省から事業者に対して見張りの強化やシートベルトの着用を徹底するよう指導されている。

### 事故事例
- 2006年4月9日 - 鹿児島商船のトッピー4が屋久島から鹿児島港へ運航中、佐多岬の西北西約3kmで材木と衝突、航行不能となった。100名以上が負傷、約30名が重傷を負った。
- 2007年4月13日 - 未来高速のコビーが博多港から韓国・釜山港へ運航中、対馬の北西約16kmで何らかの物体と衝突、航行不能となった。1名が死亡、12名が重傷、79名が軽傷を負った。
- 2012年4月12日 - 種子屋久高速船のトッピー1が鹿児島港から屋久島へ運航中、佐多岬の西約2kmでクジラと衝突、航行不能となり海上保安庁の巡視艇で山川港へ曳航。5名が負傷。
- 2012年6月3日 - 九州郵船のヴィーナス2が博多港から壱岐を経由して厳原港へ運航中、対馬の南東約13kmでクジラと思われる海洋生物と衝突、船体の損傷、負傷者などはなし。
- 2013年11月29日 - 噴射飛航の木星が香港からマカオへ運航中、香港沖で何らかの物体と衝突。87名が負傷、うち3名が重傷。
- 2014年3月18日 - 九州郵船のヴィーナスが博多港から壱岐を経由して厳原港へ運航中、対馬の南東約35kmでクジラと思われる海洋生物と衝突、自力航行を継続して厳原港へ入港。乗客1名が軽傷。
- 2015年4月10日 - 未来高速のコビーIIIが釜山港から博多港へ運航中、釜山沖南東25kmでイルカあるいはミンククジラと衝突、航行不能となり海洋警察庁の警備艦で釜山港へ曳航。16名が軽傷。
- 2016年1月8日 - JR九州のビートルが釜山港から博多港へ運航中、釜山沖約16kmでクジラと思われる海洋生物と衝突、翼走出来なくなり釜山港へ引き返した。乗員乗客8名が軽傷。
- 2016年1月20日 - JR九州のビートルが釜山港から博多港へ運航中、小呂島の北14kmで海洋生物と思われる物体と衝突、翼走出来なくなり約2時間遅れで博多港へ入港。乗員1名が軽傷。
- 2016年2月6日 - 東海汽船のセブンアイランド友が熱海港から伊豆大島へ運航中、伊豆大島の北西13kmの沖合で、クジラと思われる海洋生物と衝突、衝撃で船首に多少の浸水があり、エンジンが再始動できない状態となったため、タグボートによって伊東港に曳航された。死傷者は発生していないが、船酔いを訴えた乗客7人は、海上保安庁下田海上保安部の巡視船に乗り換え、伊東港に先行した。

なお、この事故で当該船と衝突したと思われるマッコウクジラの死骸が漂流しているのが同年同月11日に三浦市の西方沖で発見されており、死骸は同月13日に小田原市酒匂の海岸に漂着している。
- 2017年2月21日 - 九州郵船のヴィーナスが午後1時10分ごろ、長崎県対馬市の厳原港東南東約15キロの沖合を航行中に「海洋生物らしきものと衝突した」と対馬海上保安本部に通報。乗客乗員104人のうち、乗員5人が手や膝を打ち軽傷を負った。高速航行ができなくなったため、約2時間遅れで目的地の厳原港に到着。これにより、23日までヴィーナスの運行を中止した。
- 2019年3月9日 - 佐渡汽船のぎんがが新潟港から両津港へ運航中の12時17分ごろ、佐渡島の姫崎から東におよそ4.5km離れた沖合で海洋生物らしき物体と衝突し乗客・乗員125人のうち80人が重軽傷（13人が重傷）、船はその後自力で航行し13時28分に両津港に入港した。海洋生物とみられる物体は、船底にある「ストラット」と呼ばれる海水を吸い込んで吐き出すための機械に衝突したとみられている。
- 2021年2月18日 - 佐渡汽船のつばさが新潟港から両津港へ運行中の17時すぎに、佐渡島の姫崎から東におよそ10kmの海上で漂流物らしき物体を吸い込み電源を喪失し漂流した[3]。同ルートで佐渡へ向かっていた同社のカーフェリーによる曳航を試みたものの、ロープが切れて失敗。第九管区海上保安本部の巡視船・巡視艇が曳航し、本来の到着時間から9時間後の翌午前2時すぎに両津港へ到着した。乗客乗員40人に負傷者はなかった。
- 2024年7月24日 - 東海汽船のセブンアイランド愛が竹芝港から式根島野伏港へ運行中の午前10時頃油漏れを起こし自力航行ができなくなり救助要請を発信。海上保安庁の巡視船が曳航し翌25日5時45分、伊豆大島岡田港に到着した。乗客乗員121人に負傷者はなかった[4]。

## 代船問題
日本国内における川崎重工業は、「ライセンス取得当時に想定した需要に近い船会社、航路に販売できた」としており、1995年（平成7年）以降、20年以上にわたって新造は行われなかった。その間の新航路開設、増便、機材更新は中古艇の融通によってまかなわれていた。2010年代には、運用中の初期建造艇は就航から35年 - 40年を経過して耐用年数をむかえており、東海汽船は、1981年（昭和56年）就航の「セブンアイランド夢」を代替する際、新造船を希望したが実現せず、JR九州が運航していた1994年（平成6年）就航の「ビートル5」を購入、「セブンアイランド大漁」として、2015年（平成27年）1月に就航させた。
特殊な構造のため、建造には専用の生産設備と部品の供給が必要で、各種搭載機器、ウォータージェットシステムの供給メーカーの最小ロットが10基、すなわち5隻分となっているため、川崎重工業は建造を再開する場合、最低でも5隻程度の受注が必要としている。運航各社が単独でロットを満たすことは困難であるため、共同発注も検討されているが、船価の上昇と厳しい経営状況から実現していなかった
。
しかし2017年（平成29年）になって、東海汽船が25年ぶりに川崎重工に新造船「セブンアイランド結」を発注し、2020年（令和2年）に竣工した。これは、船齢36年を迎える東海汽船のジェットフォイル「セブンアイランド虹」の代替を考えたもので、数が集まらないと生産再開が難しいとされるウォータージェットシステムについては、就航船の修理用として確保していたものを流用した。
建造費用は、推進システムなどが従来と同等でありながら、51億円と25年前に比べてかなり高額になっているが、就航先の伊豆諸島は土砂災害や火山災害などのリスクを抱える地域であることから、ジェットフォイルが災害対応に有用と判断され、東京都から船価の45 %にあたる23億円の補助金が付いた。
また、同船外観のグラフィックデザインには2020年東京オリンピックのエンブレムデザイナーでもある野老朝雄が起用された。
東海汽船では、この「虹」の代替でジェットフォイルの建造を終了するつもりはなく、さらに「セブンアイランド愛」などの後継船建造を進めたいという希望を持っており、佐渡汽船、JR九州、九州郵船、鹿児島商船など、今回の新造をきっかけにジェットフォイル運航各社が足並みをそろえられないかどうか、検討を求めている。
一方で川崎重工業も｢当社は今後とも、国内の離島航路をはじめとする高速海上交通の維持・発展のため、ジェットフォイルの建造に積極的に取り組んでいきます。｣との声明をホームページ上で発表している。通常の船舶は中国や韓国との価格競争が激しいため、国内で建造する船舶をジェットフォイルなどの付加価値の高い船にシフトする方針もある。
また、鉄道建設・運輸施設整備支援機構（JRTT）は、運航会社の負担を減らすための船舶共同保有制度の共有期間を、従来の9年間から最長20年間に延ばすとともに、2020年からはJRTTの共有比率を最大70%まで引き上げるなど、ジェットフォイルの建造を財政面から支援する制度を拡充している。